# Posciberpunk
El posciberpunk es un subgénero de la literatura de ciencia ficción nacido a partir del ciberpunk. Como su género madre, el posciberpunk se centra en desarrollos tecnológicos en sociedades de un futuro cercano, generalmente examinando el impacto y efectos del avance tecnológico. Pero a diferencia del ciberpunk, las obras de esta categoría supuestamente se caracterizan por tener personajes que actúan para mejorar las condiciones sociales, o al menos para proteger el statu quo de la creciente decadencia.

## Historia
El término posciberpunk se usó por primera vez en 1991 describiendo la edición de bolsillo de la novela de Neal Stephenson Snow Crash. Lawrence Person argumentaba
que el término debía aplicarse a un género emergente, que él procedía a identificar. En 1998 publicó un artículo titulado Notes Towards a Postcyberpunk Manifesto (Notas dirigidas a un manifiesto posciberpunk) en la revista Nova Express; al año siguiente publicó el artículo en el sitio web sobre tecnología Slashdot. El artículo identificaba el nacimiento del posciberpunk como una evolución del género ciberpunk de la ciencia ficción popular de finales de los años 1970 y gran parte de los años 1980, caracterizado por películas como Blade Runner y novelas como Neuromante de William Gibson.
Como su predecesor, el posciberpunk nos pinta futuros cercanos más realistas que las historias del futuro lejano del estilo de la ópera espacial. El interés se centra en los efectos sociales de la tecnología en la propia Tierra más que en el viaje espacial. Se dice que el posciberpunk es distinto del ciberpunk en los siguientes aspectos:
- El ciberpunk generalmente trata con individualistas solitarios y alienados dentro de una distopía. El posciberpunk por el contrario tiende a tratar con personajes más involucrados en su sociedad, que actúan para defender un orden social establecido o para crear una sociedad mejor.
- En el ciberpunk, se enfatiza el efecto alienante de las nuevas tecnologías, mientras que en el posciberpunk, «la tecnología es sociedad» (incluyendo más tecnocracia y temas ciberprep que el ciberpunk tradicional).

Otras posibles características:
- Una descripción más realista de los ordenadores, como por ejemplo, reemplazar la realidad virtual por algún tipo de red basada en Internet con un sistema de video/voz (o tal vez holográfico) avanzado.
- Una sustitución del énfasis en los implantes metálicos por la biotecnología.

Es posible que el posciberpunk surgiera del uso generalizado, tanto entre los autores de ciencia ficción como entre el público en general, de ordenadores, Internet, PDA, etc, sin que ocurriera una fragmentación social masiva, tal y como se predijo (y predijo el ciberpunk) en los años 1970 y 1980.

## Ejemplos del posciberpunk
- Neuromante de William Gibson.
- Tocando fondo de Cory Doctorow.
- Transmetropolitan de Warren Ellis y Darick Robertson.
- Mendigos en España de Nancy Kress.
- The Star Fraction y The Stone Canal de Ken MacLeod.
- Snow Crash y La era del diamante de Neal Stephenson.
- Carbono alterado de Richard Morgan y en la adaptación a serie de televisión Altered Carbon de Netflix.
- La película Demolition Man de Marco Brambilla.
- La serie de relatos Yo, robot de Isaac Asimov y la película del mismo nombre de Alex Proyas.
- Distracción de Bruce Sterling.
- El periférico de William Gibson y su adaptación a serie de televisión The Peripheral de Amazon Prime Video.
- La serie de novelas Otherland de Tad Williams.
- Feed de M. T. Anderson.
- La serie de manga BLAME! de Tsutomu Nihei y en la película homónima de anime de 2017, distribuida por Netflix.
- La serie de anime Ghost in the Shell: Stand Alone Complex de Kenji Kamiyama.
- Acelerando de Charles Stross.
- La película Blade Runner de Ridley Scott y su secuela Blade Runner 2049 de Denis Villeneuve.
- La película Tomorrowland de Walt Disney Pictures.
- La serie de novelas ligeras Mahōka Kōkō no Rettōsei de Tsutomu Satō.
- La película de anime original de Netflix Altered Carbon: Reenfundados de Jō Nakajima y Yoshiyuki Okada.
- La serie de novelas ligeras Your Forma de Mareho Kikuishi.
- La serie de anime original de Crunchyroll y Adult Swim Blade Runner: Black Lotus de Shinji Aramaki y Kenji Kamiyama.
- La serie de televisión Blade Runner 2099 de Amazon Prime Video.

Algunos de los autores a los que se les ha aplicado esta etiqueta la han adoptado. Sin embargo en otros casos la clasificación es complicada: hay demasiadas obras que exploran los temas posciberpunk pero desde un punto de vista distópico. Por ejemplo, Fairyland de Paul J. McAuley. Otros autores son de difícil clasificación, como es el caso del Greg Egan, demasiado original como para clasificarlo en movimiento o subgénero alguno.
El término posciberpunk podría convertirse en un paraguas de todo tipo de historias interesantes del futuro cercano, tanto en el cine como en la literatura. Hasta el 2004 las novelas y películas posciberpunk no han logrado todavía la popularidad que han alcanzado sus precursoras (la trilogía de películas de Matrix son consideradas ciberpunk). El optimismo tecnológico puede, irónicamente, remontarse hasta las leyes de la robótica de Isaac Asimov, o incluso a los benévolos robots Helen O. Loy y Adam Link de hace medio siglo de los que se alimentó el ciberpunk.